# Cippenham Moat
Cippenham Moat désigne les restes d'un palais royal du XIIIe siècle, créé par le roi Henri III et situé à Cippenham dans la banlieue de Slough , dans le Berkshire. La zone où le palais se trouvait autrefois est toujours marquée sur les cartes sous le nom de  Cippenham Moat.
Richard, Ier comte de Cornouailles, frère d'Henri III, y a passé sa lune de miel et, plus tard a créé un parc avec des cerfs. En 1575, cependant, la carte de Saxton montre des parcs à Windsor et  Langley, mais pas à Cippenham.
Elle a été redécouverte par les agriculteurs au début de l'époque victorienne. C'est maintenant un monument classé.

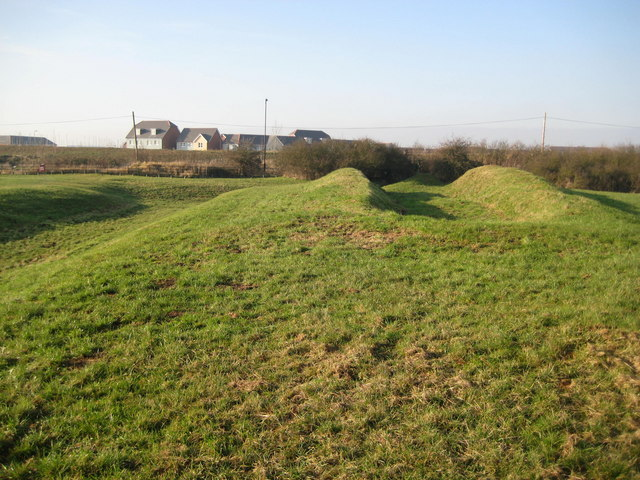
Restes de Cippenham Moat.